# Raft (відеогра)
Raft — гра, що розроблена компанією Redbeet Interactive та випущена Axolot Games для Windows 23 Травня 2018 року. Гру можна купити в Steam або безкоштовно одержати старі версії на itch.io.

## Сюжет

### Передісторія світу
- 23 березня 2020 року вчені передбачили, що весь лід на Землі розтане протягом наступних двох років.
- 16 жовтня 2023 року Австралію повністю затопило.
- 20 лютого 2028 року всю Землю ґрунтовно затопило водою.

Коли вода стала підійматися, люди кинулися в гори. І почали будувати вежі, щоб піднятися ще вище. 
Лінійний ігровий сюжет проводить нас через серію островів, кожен наступний з яких потрібно знайти за допомогою радара за номером радіочастоти.

### Перша глава
1. Острів Радіовежа (Radio Tower).
2. Острів Васагатан (Vasagatan).
3. Острів Бальбоа (Balboa).

### Друга глава
1. Караванне містечко (Caravan town).
2. Тангароа (Tangaroa).

### Третя глава
1. Варуна Поїнт (Varuna Point)
2. Темперанс (Temperance)
3. Утопія (Utopia).

## Ігровий процес
Гравець починає гру на невеликому плоту в океані. У персонажа немає нічого, крім гака, яким можна ловити пропливають повз плота різні предмети сміття. Також навколо плоту плаває акула, яка час від часу буде нападати і намагатися зламати пліт.
У міру проходження гри зустрічаються безлюдні острови з рослинами та іншими ресурсами, але ніяких натяків на те, що сталося.

### Режими гри
У гру можна грати як і одному так і з друзями до 8 гравців.

## Критика
У Steam гра оцінюється приблизно на 9 з 10. Усього більше 242.000 рецензій.